# Aclista insolita
Aclista insolita är en stekelart som beskrevs av Nixon 1957. Aclista insolita ingår i släktet Aclista, och familjen hyllhornsteklar. Arten är reproducerande i Sverige.